# 5-krone
| 5 kroner (Danmark) | 5 kroner (Danmark)                  |
| ------------------ | ----------------------------------- |
| Værdi:             | 5 danske kroner                     |
| Vægt:              | 9,2 g                               |
| Diameter:          | 28,5 mm                             |
| Tykkelse:          | 2,00 mm                             |
| Rand:              | Riflet                              |
| Materiale:         | Kobbernikkel 75% kobber, 25% nikkel |
| Præget år:         | 1990-95, 1997-2002, 2004-           |
| Cirkulation:       | 10. april 1990                      |

5-kronen, femkronen eller femmeren er en dansk mønt i cirkulation.
5-kronen består af kobbernikkel. Den er 28,5 mm i diameter, vejer 9,2 gram og dens tykkelse er på 2,00 mm. Kanten er rillet. Derudover har den et rundt hul i midten. Blev sat i omløb 1990.
Forsiden forestiller Margrethe 2.s monogram i en nyfortolkning, som er lavet specielt til mønterne. Monogrammet er gengivet tre gange rundt om hullet, med en krone imellem hver. Gengivelsen af monogrammet tre gange, afviger fra den normale gengivelse, men har rødder tilbage i dansk mønthistorie. Øverst til højre og venstre ses et hjerte, som er mærket for Den Kgl. Mønt. Hjertet viser at mønten er præget på den Kgl. Mønt, men det har i dag ikke nogen praktisk funktion, fordi alle mønter i dag bliver præget der. Nederst ses årstallet for prægningen. På mønter som er præget før 2002 ses på venstre side af årstallet initialerne LG for møntmesteren Laust Grove og til højre JP for medaljør Jan Petersen
På bagsiden ses en ornamentik omkring hullet, som er inspireret af fund fra oldtiden. Øverst ses teksten 5 KRONER og nederst teksten DANMARK. Til højre og venstre ses Den Kgl. Mønts hjerte.
Hullet i midten af mønten er en tradition, der ikke findes ret mange andre steder i verden. Første gang det blev anvendt i Danmark var i 1924 på 10- og 25-øren af kobbernikkel.

## Tidligere 5-kroner

### 1960-1972
Den første 5-krone blev udsendt i 1960. Samtidig blev 2.kronen afskaffet midlertidigt, da de to mønter let kunne forveksles, og også fordi man stadig havde 1- 2- og 5-ører, og så ville der blive for mange mønter at holde styr på.
På forsiden var et portræt af kongen Frederik 9. og teksten "FREDERIK IX KONGE AF DANMARK". Nederst kunne man se Den Kgl. Mønts hjerte, og på hver side af det, møntmesteren og medaljør Harald Salomon.
Bagsiden forestiller Det store rigsvåben eller kongevåbenet, som det så ud fra 1948-1972. Våbenteltet, ordenskæderne og de to vildmænd er dog udeladt for at rigsvåbenet ikke bliver for småt. Omkring rigsvåbenet ses en bladkrans. På hver side af rigsvåbenet ses udmøntningåret delt eks 19 — 60 Øverst ses teksten 5 KRONER.
5-kronen var lavet af kobbernikkel og vejede 15 g. Der blev præget ca. 47,5 mio. 5-kroner frem til 1972

### 1973-1988
På forsiden var et portræt af Dronning Margrethe 2., magen til portrættet på 1-kronen, med teksten Margrethe II "DANMARKS DRONNING". Nederst kunne man se Den Kgl. Mønts hjerte, og initialerne for møntmesteren og initialerne for medaljøren Frode Bahnsen.
På bagsiden ses det store rigsvåben i den nye udgave som det ser ud fra 1972. På hver side ses et egeblad, og nederst ses teksten "5 KRONER". På hver side af rigsvåbenet ses årstallet for prægningen delt eks. 19 — 73.
5-kronen var lavet af kobbernikkel og vejede 15 g. Der blev præget ca. 40,6 mio. 5-kroner frem til 1988.

## Erindringsmønter 1960 og 1964
Der er tradition for at udgive særlige mønter, erindringsmønter, ved særlige begivenheder i kongehuset: Tronskift, regeringsjubilæer, bryllupper, sølv- og guldbryllupper, runde fødselsdage osv. Først udgav man dem som de største mønter: 2-kroner, men da 5-kronen kom i 1960 udgav man erindringsmønter med 5 kroner som pålydende værdi. Kun 2 erindringsmønter blev udgivet som 5-kroner i perioden 1960-1964. Senere udgav man 10-krone erindringsmønter, og i dag er det 20-kroner.
| År   | Begivenhed                                                   | Pålydende | Produktionstal |
| ---- | ------------------------------------------------------------ | --------- | -------------- |
| 1960 | Frederik 9. og Dronning Ingrids sølvbryllup                  | 5 kroner  | 409.858        |
| 1964 | Prinsesse Anne-Marie og Konstantin 2. af Grækenlands bryllup | 5-kroner  | 359.473        |

Forstsættes med 10-kroner (1967-1986) og 20-kroner (1990-)